# Куришдаласи
Куришдала́си (каз. Күрішдаласы) — станційне селище у складі Каратальського району Жетисуської області Казахстану. Входить до складу Бастобинський сільського округу.
До 2005 року селище називалося Крушдаласи.
Населення — 31 особа (2021; 70 у 2009, 144 у 1999, 96 у 1989).